# Ceratodon mexicanus
Ceratodon mexicanus är en bladmossart som beskrevs av Georg Ernst Ludwig Hampe och C. Müller 1900. Ceratodon mexicanus ingår i släktet brännmossor, och familjen Ditrichaceae. Inga underarter finns listade i Catalogue of Life.